# Jean Desmarets (magistrat)
Pour les articles homonymes, voir Jean Desmarets et Desmarets.
Jean Des Marès ou Desmarets selon les sources, prévôt des marchands de Paris de 1359 à 1364, avocat général au parlement de Paris.

## Biographie
Il naquit en 1310 à Provins fils de Thomas Des Mares qui fut maire de cette ville en 1325, 1330 et 1331. 
Il fut l'un des plénipotentiaires qui signèrent le traité de Brétigny (1360), et le seul magistrat qui osa rester dans Paris lors de la révolte des Maillotins, en 1381. Il avait refusé en 1359 l'entrée de la ville à l'évêque de Laon et aux partisans du roi de Navarre : il se fit ainsi de nombreux ennemis, qui le calomnièrent auprès de Charles VI ; ce prince le fit décapiter le 28 février 1383, lors de son retour à Paris.
Il fut inhumé dans le cimetière du prieuré Sainte-Catherine-du-Val-des-Écoliers à Paris.